# Ectadium rotundifolium
Ectadium rotundifolium là một loài thực vật có hoa trong họ La bố ma. Loài này được (H.Huber) Venter & Kotze mô tả khoa học đầu tiên năm 1990.